# Осада Иерусалима (70)
Осада Иерусалима — осада римскими войсками Иерусалима, стало одним из важнейших и решающим событием первой Иудейской войны. Римская армия, возглавляемая будущим императором Титом, с Тиберием Юлием Александром (в качестве его заместителя), осадила и завоевала город Иерусалим, который контролировался иудейскими повстанческими группировками после Иерусалимских беспорядков 66 года, в ходе которых было сформировано Иудейское Временное Правительство.
Осада города началась 11 апреля 70 года н. э. (14 нисана 3830 года по еврейскому летоисчислению) в первый день Пасхи. Осада продолжалась более четырёх месяцев, а битва за город продолжалась ещё около недели после этого. Римляне ворвались в Иерусалим лишь 30 августа 70 года н. э.После захвата города был разграблен и сожжён Иерусалимский храм, главная святыня иудаизма. Почти весь Иерусалим был разрушен до основания, уцелели лишь несколько построек, среди них Западная Стена иерусалимского Храма. Разрушение Первого и Второго храмов до сих пор ежегодно оплакивается во время еврейского поста на Девятое ава. Арка Тита, прославляющая римское разграбление Иерусалима и храма, все ещё стоит в Риме. Завоевание города было завершено 8 сентября 70 года н. э. Жители города были убиты, а выжившие проданы в рабство.
Осада Иерусалима была описана еврейским историком Иосифом Флавием в произведении Иудейская война.

## Исторический фон
После смерти Ирода Великого в 4 году до н. э. его сыновья отправились в Рим, чтобы римский император Октавиан Август подтвердил завещание их отца, в котором Ирод делил между сыновьями своё царство на три части.
Области Идумея, Иудея и Самария достались Ироду Архелаю, Галилею и Перею получил Ирод Антипа, а Итурею и Трахонитиду получил Ирод Филипп II. В 6 году император Октавиан объединил владения Ирода Архелая в единую провинцию, которая получила название Иудея. В период с 6 года н. э. по 66 год в Иудее не случалось крупных восстаний, хотя провинция и была довольно непокорна, это выразилось в первых столкновениях между евреями и римскими властями в период с 25 год по 36 год. В эти годы усилилось недовольство римским правлением, возникли разнообразные мессианские движения и учащаются беспорядки.
Иерусалим лежал на старых торговых путях и являлся серьёзным экономическим конкурентом Рима, поэтому римскими политиками часто высказывалось мнение о том, что сокрытие доходов и контрабанда в регионе является причиной кризисных явлений в римской экономике.
В 66 году н. э. прокуратор Иудеи Гессий Флор потребовал от Иерусалимского Храма заплатить в казну 17 талантов, однако в этом ему было отказано. Тогда Флор лично пришёл в Иерусалим и ему снова отказали в уплате налога. После этого Гессий Флор приказал войскам напасть на евреев, было убито более 3600 человек, был разграблен Храм.
После этого началось восстание, которое вскоре распространилось по всей Иудее. Для подавления восстания римский наместник Сирии Гай Цестий Галл послал отряд воинов, который был разбит еврейскими повстанцами.
Узнав о поражении войск, римский император Нерон послал одного из лучших военачальников империи Веспасиана во главе с 60 тысячами воинов подавить восстание, в 67 году римские войска вторглись в Галилею.

## Силы

### Силы еврейских повстанцев
Точное число жителей Иерусалима и солдат находившихся в городе, трудно оценить. Иосиф Флавий писал о миллионе жителей, а древнеримский историк Тацит сообщал о 600 000 человек.

## Осада
Несмотря на ранние успехи в отражении римских осад, зелоты сражались между собой. Им не хватало должного руководства, что привело к плохой дисциплине, обучению и подготовке к битвам. В какой-то момент они уничтожили запасы продовольствия в городе, чтобы, как считается, заручиться милосердным вмешательством Бога от имени осаждённых евреев. По другой версии в качестве уловки, чтобы сделать защитников более отчаянными, дабы те смогли отразить римскую армию.
Тит начал осаду за несколько дней до Пасхи, 14 апреля, окружив город тремя легионами (V Macedonica , XII Fulminata , XV Apollinaris) на западе и четвёртым (X Fretensis) на Елеонской горе, на востоке. Согласно Иосифу Флавию, Иерусалим был переполнен людьми, которые пришли праздновать Песах.
Осада началась на Западе у третьей стены, к северу от Яффских ворот. К маю эта стена была прорвана, и вскоре после этого была взята вторая стена, отстранив защитников во владении храма, а также верхнего и нижнего города. Еврейские защитники были разделены на фракции: Иоанн Гискальский убил другого лидера фракции, Елезара Бен Симона, чьи люди были закреплены на передних дворах храма. Вражда между Иоанном и Елезера была замаскирована только тогда, когда римские осадные инженеры начали возводить валы. Затем по приказу Тита построили стену, чтобы опоясать город, дабы более эффективно истощать население. После нескольких неудачных попыток прорвать или взобраться на стены крепости Антония римляне, наконец, начали скрытную атаку, подавив спящих зелотов и взяв крепость к концу июля.
После того, как союзники евреев убили несколько римских солдат, Тит послал Иосифа Флавия, еврейского историка, вести переговоры с защитниками; это закончилось тем, что евреи ранили переговорщика стрелой, и вскоре после этого была предпринята ещё одна вылазка. Тит был почти захвачен во время этого внезапного нападения, но сбежал.

Крепость с видом на храмовый комплекс представляла собой идеальное место для нападения на сам храм. Тараны мало продвинулись вперёд, но само сражение в конце концов подожгло стены; римский солдат бросил горящую палку на одну из стен храма. Разрушение Храма не входило в число целей Тита, возможно, в значительной степени из-за массивных экспансий, сделанных Иродом Великим всего несколько десятилетий назад. Тит хотел захватить его и превратить в храм, посвящённый римскому императору и Римскому Пантеону. Однако огонь быстро распространился и вскоре вышел из-под контроля. Храм был захвачен и разрушен девятого ава, в конце августа, и пламя распространилось на жилые районы города. Иосиф Флавий описал эту сцену:
Когда легионы ринулись в атаку, ни уговоры, ни угрозы не могли сдержать их порыва: только страсть была в их власти. Многие из них были растоптаны своими друзьями, многие упали среди все ещё горячих и дымящихся руин колоннады и умерли так же несчастно, как и побежденные. Приблизившись к святилищу, они притворились, что даже не слышат приказов Цезаря, и стали уговаривать людей впереди подбросить ещё головней. Партизаны были уже не в состоянии помочь; повсюду была резня и бегство. Большинство жертв были мирными гражданами, слабыми и безоружными, убитыми везде, где их ловили. Вокруг алтаря груды трупов поднимались все выше и выше, а по ступеням святилища текла река крови, и тела убитых наверху сползали на дно.
Рассказ Иосифа Флавия освобождает Тита от всякой вины за разрушение Храма, но это может быть просто отражением его желания снискать благосклонность династии Флавиев.
Римские легионы быстро разгромили оставшееся еврейское сопротивление. Некоторые из оставшихся евреев сбежали через скрытые подземные туннели и канализацию, в то время как другие предприняли последний бой в Верхнем городе. Эта защита остановила наступление римлян, так как им пришлось построить осадные башни, чтобы напасть на оставшихся евреев. Дворец Ирода пал 7 сентября, а к 8 сентября город был полностью под контролем Рима. Римляне продолжали преследовать тех, кто бежал из города.